# Насер (водосховище)
Насер, озеро Насера (араб. بحيرة ناصر — «бухайрат Насер») — величезне водосховище на півдні Єгипту і півночі Судану. Щиро кажучи, назва Насер стосується тільки до більшої частини водосховища, яке лежить на єгипетській території (83 % загальної площі), суданська частина водосховища називається Нубійське озеро (араб. بحيرة نوبية — «бухайрат Нубія»). Суданський терен біля Ваді-Хальфа значною мірою затоплено озером Насер/Нубійським озером.
Водосховище було створено в результаті будівництва Асуанських дамб через річку Ніл в період 1958—1970 рр. Озеро названо на честь президента Гамаля Абдель Насера, який ініціював спірний проєкт висотної греблі.

## Опис
Озеро має близько 550 км завдовжки і 35 км завширшки у найширшому місці, розташованому поруч з тропіком Рака. Має загальну площу 5250 км² і місткість приблизно 157 км³ води.

## Історія
Єгипетська частина водосховища названа на честь президента Гамаля Абдель Насера, який був головним ініціатором спірного проєкту висотної греблі.
Коли озеро Насера створювалося в результаті будівництва Асуанської греблі через Ніл, у 1958—1970 були проведені великі проєкти переселення.
Кілька важливих Нубійских і давньоєгипетських археологічних розкопок були демонтовані блок за блоком, і переїхали до вищих районів, в першу чергу Абу-Сімбел. Суданський річковий порт і залізничний вокзал Ваді Халфа були затоплені, нове місто будувалося неподалік, а також нубійська громада Єгипту — кілька сотень тисяч людей — була змушена переселитися.
Підйом рівня води в озері в 1990-х призвів до того, що вода почала виливатися на захід від озера, утворюючи 4 озера Тошка, починаючи з 1998.
Пороми доставляють пасажирів і автотранспорт між Асуаном в Єгипті і Ваді-Халф, звідки є залізниця на Хартум, столицю Судану.
Так як заборонено перетинати судано-єгипетський кордон по суші, і немає асфальтованих доріг, що з'єднують обидві країни, пороми є єдиною альтернативою повітряному транспорту; в наш час[коли?] вони є ланкою шосе Каїр-Кейптаун.

## Галерея

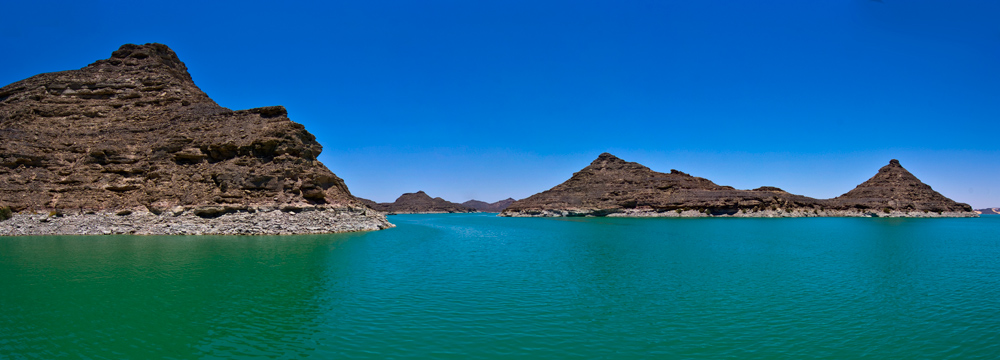
Панорама
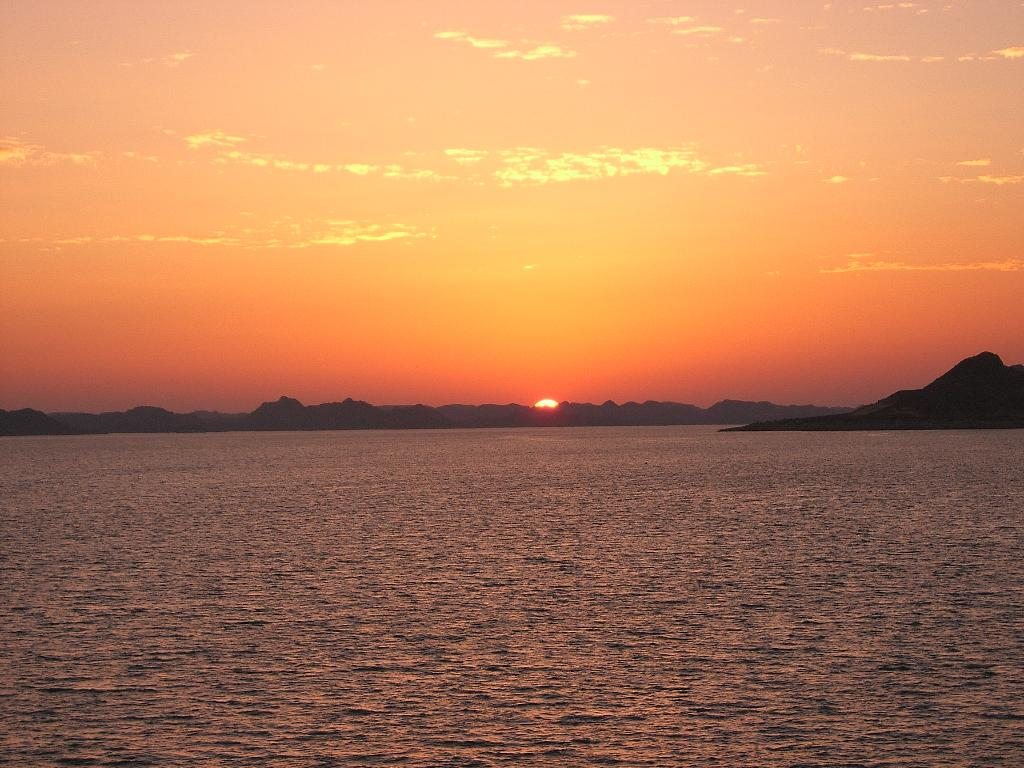
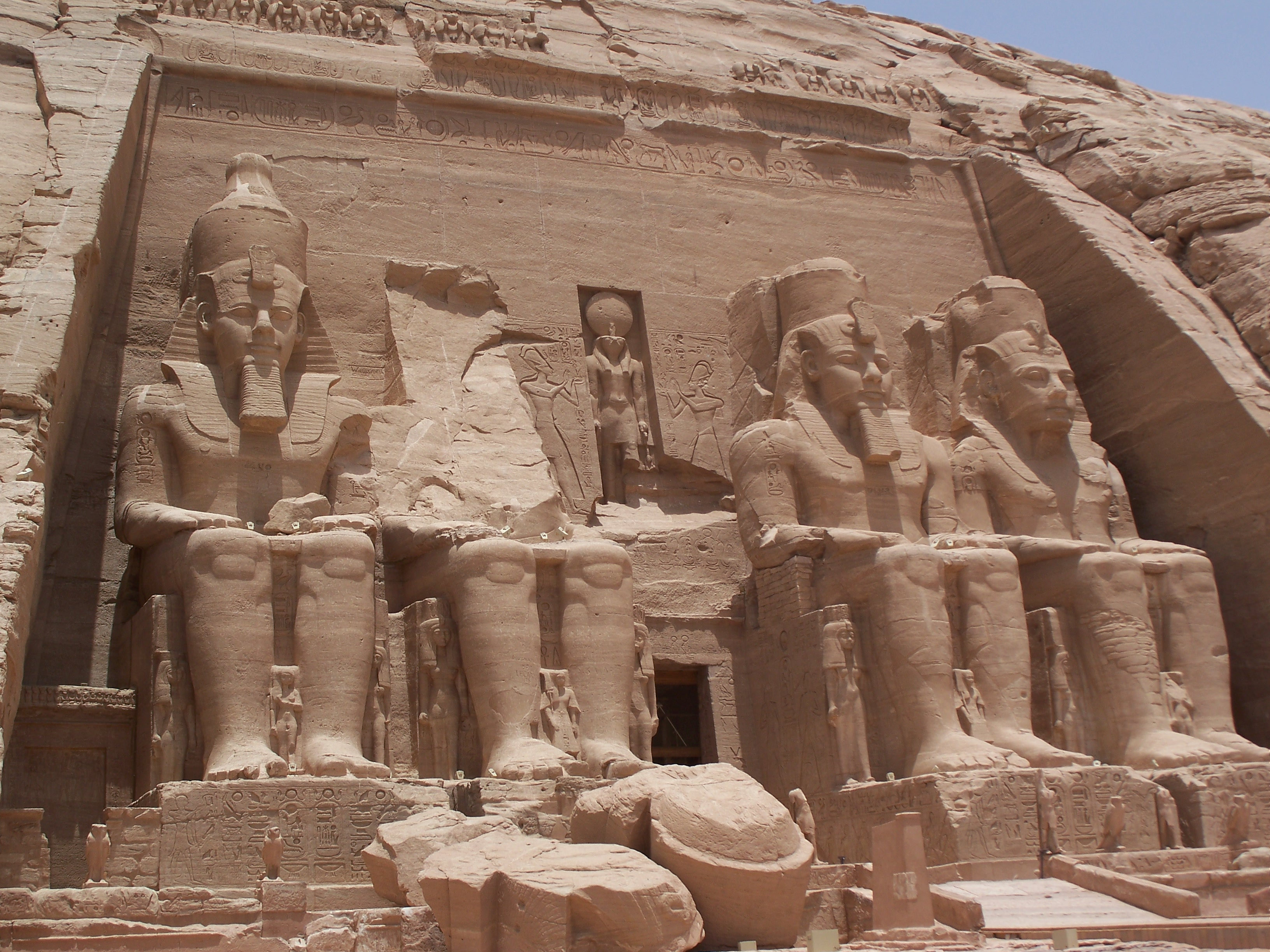
Абу-Сімбел
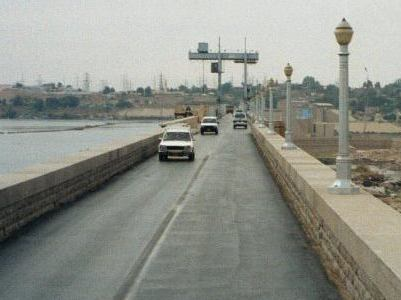
Нижня Асуанська гребля
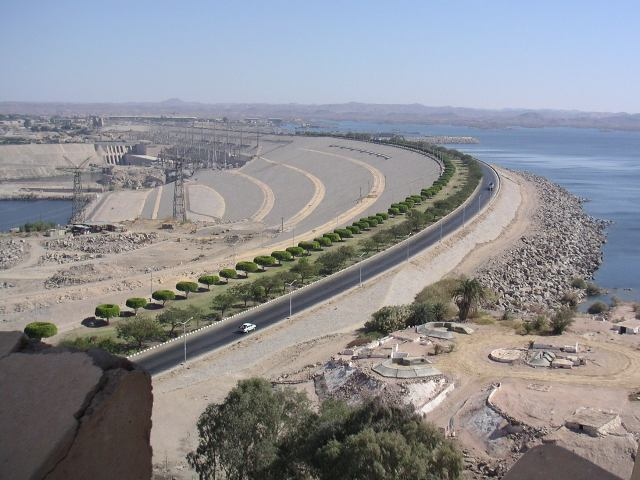
Верхня Асуанська гребля
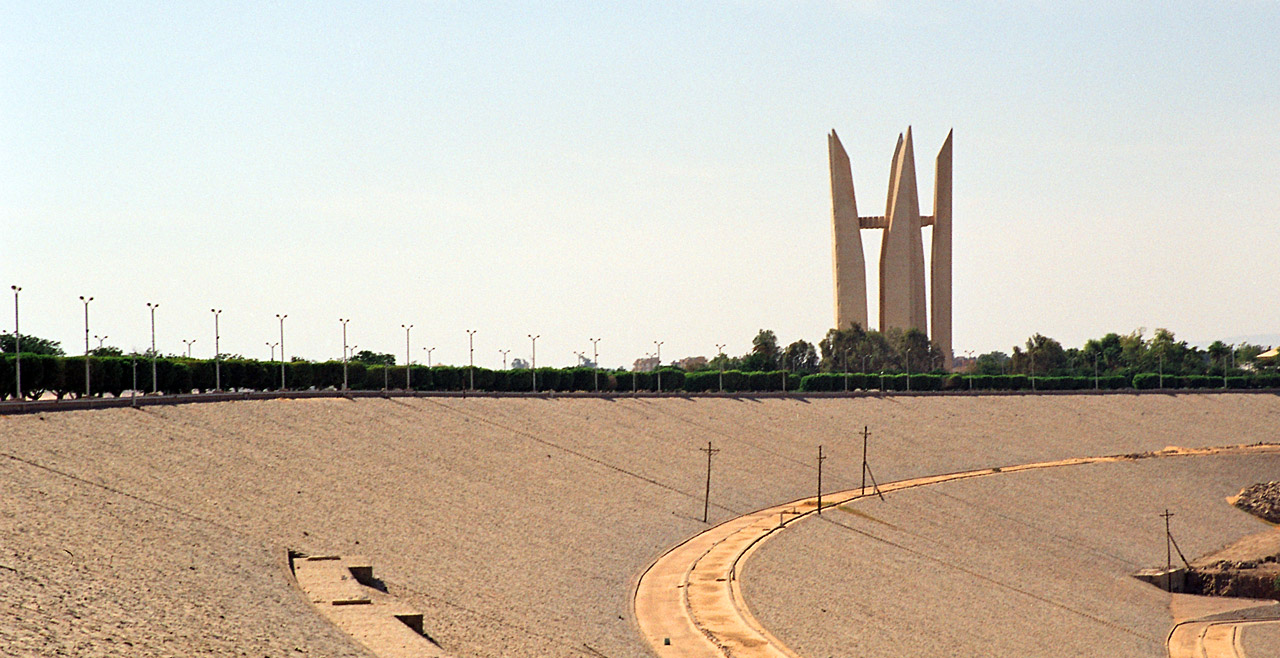
Вид з оглядової точки в центрі верхньої греблі на «Башту лотоса»